# 玛仕度肽
玛仕度肽（英語：Mazdutide，信達生物研发代号：IBI362，礼来制药研发代号：LY3305677）是GLP-1受体和胰高血糖素受体（GCGR）的双重激动剂。它是胃泌酸调节素（OXM）的类似物 。该药物由信達生物和礼来制药共同开发，正在进行多项III期临床试验。2025年5月，一项III期临床试验结果显示，每周一次使用玛仕度肽，对于超重或肥胖的中国成年人获得了具有临床意义的减重效果。
2025年6月，中国大陆国家药监局批准玛仕度肽注射液上市（商品名：信尔美）。该药品适用于在控制饮食和增加体力活动基础上对成人患者的长期体重控制，初始体重指数（BMI）为：BMI≥28kg/m2（肥胖）；或BMI≥24kg/m2（超重），并伴有至少一种体重相关的合并症。